# Coupe de France de basket-ball 2020-2021
Navigation
2019-2020 2021-2022
La Coupe de France de basket-ball 2020-2021 est la 44e édition de la Coupe de France, également dénommée Trophée Robert Busnel, en hommage à Robert Busnel, basketteur international français décédé en 1991. Elle oppose 64 équipes professionnelles et amatrices françaises sous forme d'un tournoi à élimination directe et se déroule de septembre 2020 à avril 2021. 

## Soixante-quatrièmes de finale
Ce tour se dispute entre le 21 et le 23 septembre 2020. Le tirage de ce tour est annoncé le 22 juillet 2020 par la FFBB.
De nombreux forfaits sont à déplorer : 
- Boulogne-sur-Mer déclare forfait à la suite de trois cas de Covid-19 au sein du club[2] ;
- Le club d'Orchies, après avoir demandé un report à la fédération (les résultats des tests Covid-19 ne sont pas arrivés à temps), a été contraint de déclarer forfait[3] ;
- Épinal abandonne en raison d'une préparation tronquée par de nombreux cas de Covid-19[4] ;
- Dax-Gamarde déclare forfait à cause d'un trop grand nombre de blessés[5] ;
- Chartres, après un report du match à la suite de cas de Covid-19 au Portel, décide de déclarer forfait car aucune date n'était disponible pour rejouer le match[6].

Coté sportif, la logique a globalement été respectée. Quelques surprises sont cependant à noter : Saint-Vallier et Pont-de-Chéruy, pensionnaires de Nationale 1 (3e échelon national), parviennent à sortir respectivement Saint-Chamond et Aix-Maurienne, deux clubs évoluant en Pro B. Fos-sur-Mer, également en Pro B, élimine Chalon-sur-Saône, club de l'élite. L'exploit de ce tour revient à Tours, qui se qualifie au tour suivant en éliminant Pau-Lacq-Orthez, club évoluant pourtant deux divisions au-dessus.
| 21 septembre 2020 20h00 | Rapport | Gries Oberhoffen (Pro B)                           | 77–85 | Gravelines-Dunkerque (Jeep Élite) |  | Espace Sport La Forêt, Gries |
| 21 septembre 2020 20h00 | Rapport | Score par quart-temps : 15-30, 18-14, 21-24, 23-17 |       |                                   |  | Espace Sport La Forêt, Gries |

| 22 septembre 2020 20h00 |  | Chartres (NM1) | 0–20 | Le Portel (Jeep Élite) |  |  |

| 22 septembre 2020 20h00 | Rapport | Chalon-sur-Saône (Jeep Élite)                      | 65–81 | Fos-sur-Mer (Pro B) |  | Le Colisée, Chalon-sur-Saône |
| 22 septembre 2020 20h00 | Rapport | Score par quart-temps : 12-12, 13-20, 17-21, 23-28 |       |                     |  | Le Colisée, Chalon-sur-Saône |

| 22 septembre 2020 20h00 | Rapport | Toulouse (NM1)                                     | 59–75 | Nantes (Pro B) |  | Petit palais des sports, Toulouse |
| 22 septembre 2020 20h00 | Rapport | Score par quart-temps : 12-20, 20-17, 11-22, 16-16 |       |                |  | Petit palais des sports, Toulouse |

| 22 septembre 2020 20h00 | Rapport | Blois (Pro B)                                      | 95–61 | Bordeaux (NM1) |  | Salle du Jeu de Paume, Blois |
| 22 septembre 2020 20h00 | Rapport | Score par quart-temps : 20-22, 31-11, 23-16, 21-12 |       |                |  | Salle du Jeu de Paume, Blois |

| 22 septembre 2020 20h00 | Rapport | Tours (NM1)                                        | 83–81 | Pau-Lacq-Orthez (Jeep Élite) |  | Halle Monconseil, Tours |
| 22 septembre 2020 20h00 | Rapport | Score par quart-temps : 17-23, 19-23, 30-16, 17-19 |       |                              |  | Halle Monconseil, Tours |

| 22 septembre 2020 20h00 | Rapport | Évreux (Pro B)                                     | 79–93 | Orléans (Jeep Élite) |  | Salle Jean-Fourré, Évreux |
| 22 septembre 2020 20h00 | Rapport | Score par quart-temps : 27-33, 14-26, 22-15, 16-19 |       |                      |  | Salle Jean-Fourré, Évreux |

| 22 septembre 2020 20h00 |  | Quimper (Pro B) | 20–0 | Boulogne-sur-Mer (NM1) |  |  |

| 22 septembre 2020 20h00 | Rapport | Paris (Pro B)                                      | 76–85 | Saint-Quentin (Pro B) |  | Halle Georges-Carpentier, Paris |
| 22 septembre 2020 20h00 | Rapport | Score par quart-temps : 13-18, 21-23, 14-23, 28-21 |       |                       |  | Halle Georges-Carpentier, Paris |

| 22 septembre 2020 20h00 | Rapport | Kaysersberg (NM1)                                  | 57–87 | Châlons-Reims (Jeep Élite) |  | Salle Théo-Faller, Kaysersberg |
| 22 septembre 2020 20h00 | Rapport | Score par quart-temps : 11-23, 14-18, 18-23, 14-23 |       |                            |  | Salle Théo-Faller, Kaysersberg |

| 22 septembre 2020 20h00 |  | Orchies (NM1) | 0–20 | Souffelweyersheim (Pro B) |  |  |

| 22 septembre 2020 20h00 |  | Épinal (NM1) | 0–20 | Denain (Pro B) |  |  |

| 23 septembre 2020 18h30 | Rapport | Tarbes-Lourdes (NM1)                             | 47–82 | Boulazac (Jeep Élite) |  | Palais des sports du quai de l'Adour, Tarbes |
| 23 septembre 2020 18h30 | Rapport | Score par quart-temps : 8-26, 13-18, 18-16, 8-22 |       |                       |  | Palais des sports du quai de l'Adour, Tarbes |

| 23 septembre 2020 20h00 | Rapport | Saint-Chamond (Pro B)                              | 73–82 | Saint-Vallier (NM1) |  | Halle André-Boulloche, Saint-Chamond |
| 23 septembre 2020 20h00 | Rapport | Score par quart-temps : 11-28, 21-12, 17-22, 24-20 |       |                     |  | Halle André-Boulloche, Saint-Chamond |

| 23 septembre 2020 20h00 | Rapport | Andrézieux-Bouthéon (NM1)                          | 65–95 | Vichy-Clermont (Pro B) |  | Palais des Sports, Andrézieux-Bouthéon |
| 23 septembre 2020 20h00 | Rapport | Score par quart-temps : 18-29, 14-25, 10-21, 23-20 |       |                        |  | Palais des Sports, Andrézieux-Bouthéon |

| 23 septembre 2020 20h00 | Rapport | Avignon-Le Pontet (NM1)                            | 70–77 | Besançon (NM1) |  | COSEC Jacques Moretti, Avignon |
| 23 septembre 2020 20h00 | Rapport | Score par quart-temps : 14-28, 13-18, 16-15, 27-16 |       |                |  | COSEC Jacques Moretti, Avignon |

| 23 septembre 2020 20h00 | Rapport | Les Sables d'Olonne (NM1)                          | 83–73 | La Rochelle (NM1) |  | Salle Beauséjour, Les Sables d'Olonne |
| 23 septembre 2020 20h00 | Rapport | Score par quart-temps : 20-20, 20-17, 21-18, 22-18 |       |                   |  | Salle Beauséjour, Les Sables d'Olonne |

| 23 septembre 2020 20h00 | Rapport | Roanne (Jeep Élite)                                | 77–58 | Antibes (Pro B) |  | Halle André-Vacheresse, Roanne |
| 23 septembre 2020 20h00 | Rapport | Score par quart-temps : 14-16, 25-13, 27-14, 11-15 |       |                 |  | Halle André-Vacheresse, Roanne |

| 23 septembre 2020 20h00 | Rapport | Challans (NM1)                                     | 77–83 | Poitiers (Pro B) |  | Salle Michel-Vrignaud, Challans |
| 23 septembre 2020 20h00 | Rapport | Score par quart-temps : 19-31, 14-14, 23-20, 21-18 |       |                  |  | Salle Michel-Vrignaud, Challans |

| 23 septembre 2020 20h00 |  | Dax-Gamarde (NM1) | 0–20 | Angers (NM1) |  |  |

| 23 septembre 2020 20h00 | Rapport | Rennes (NM1)                                       | 70–62 | Rueil (NM1) |  | Salle Colette-Besson, Rennes |
| 23 septembre 2020 20h00 | Rapport | Score par quart-temps : 20-13, 15-16, 19-19, 16-14 |       |             |  | Salle Colette-Besson, Rennes |

| 23 septembre 2020 20h00 |                                                                          | Lorient (NM1) | 81–83 | Rouen (Pro B) | ap | Salle Kervaric, Lorient |
| 23 septembre 2020 20h00 | Score par quart-temps : 21-18, 12-25, 20-12, 19-17 ; prolongation : 9-11 |               |       |               | ap | Salle Kervaric, Lorient |

| 23 septembre 2020 20h00 | Rapport | Le Havre (NM1)                                     | 87–71 | Vanves (NM1) |  | Salle Lucien Nolent, Le Havre |
| 23 septembre 2020 20h00 | Rapport | Score par quart-temps : 16-18, 25-20, 23-19, 23-14 |       |              |  | Salle Lucien Nolent, Le Havre |

| 23 septembre 2020 20h00 | Rapport | Lille (Pro B)                                     | 75–55 | Nancy (Pro B) |  | Palais des sports Saint-Sauveur, Lille |
| 23 septembre 2020 20h00 | Rapport | Score par quart-temps : 23-11, 19-9, 18-10, 15-25 |       |               |  | Palais des sports Saint-Sauveur, Lille |

| 23 septembre 2020 20h00 | Rapport | Mulhouse (NM1)                                     | 87–55 | Pôle France (NM1) |  | Palais des Sports, Mulhouse |
| 23 septembre 2020 20h00 | Rapport | Score par quart-temps : 23-16, 30-12, 18-10, 16-17 |       |                   |  | Palais des Sports, Mulhouse |

| 23 septembre 2020 20h00 | Rapport | Pont-de-Chéruy (NM1)                               | 64–57 | Aix-Maurienne (Pro B) |  | Salle Stéphane, Pont-de-Chéruy |
| 23 septembre 2020 20h00 | Rapport | Score par quart-temps : 18-14, 17-15, 18-18, 11-10 |       |                       |  | Salle Stéphane, Pont-de-Chéruy |

| 23 septembre 2020 20h30 | Rapport | Vitré (NM1)                                                                  | 82–73 | Caen Basket Calvados (NM1) | a2p | Salle de la Poultière, Vitré |
| 23 septembre 2020 20h30 | Rapport | Score par quart-temps : 16-21, 15-16, 14-8, 17-17 ; prolongation : 5-5, 15-8 |       |                            | a2p | Salle de la Poultière, Vitré |

## Trente-deuxièmes de finale
Une équipe de Jeep Élite intègre la compétition à ce stade. Ce tour se dispute entre le 12  et le 14 octobre 2020. Le tirage de ce tour est annoncé le 25 septembre 2020 par la FFBB.
Quimper et Nantes déclarent forfait conjointement, en raison de plusieurs cas de coronavirus dans les deux formations. Le match qui devait les opposer est purement annulé. La fédération enregistre également le forfait de Vitré, ainsi que celui de Fos-sur-Mer et de Mulhouse.
| 12 octobre 2020 20h00 | Rapport | Rennes (NM1)                                      | 54–68 | Le Portel (Jeep Élite) |  | Salle Colette-Besson, Rennes |
| 12 octobre 2020 20h00 | Rapport | Score par quart-temps : 20-13, 16-18, 6-16, 12-21 |       |                        |  | Salle Colette-Besson, Rennes |

| 13 octobre 2020 20h00 | Rapport | Châlons-Reims (Jeep Élite)                         | 78–67 | Saint-Quentin (Pro B) |  | Palais des sports Coubertin, Châlons-en-Champagne |
| 13 octobre 2020 20h00 | Rapport | Score par quart-temps : 22-21, 19-18, 16-12, 21-16 |       |                       |  | Palais des sports Coubertin, Châlons-en-Champagne |

| 13 octobre 2020 20h00 |  | Fos-sur-Mer (Pro B) | 0–20 | Roanne (Jeep Élite) |  |  |

| 13 octobre 2020 20h00 | Rapport | Saint-Vallier (NM1)                                | 77–89 | Boulazac (Jeep Élite) |  | Complexe des Deux Rives, Saint-Vallier |
| 13 octobre 2020 20h00 | Rapport | Score par quart-temps : 26-16, 24-25, 17-22, 10-26 |       |                       |  | Complexe des Deux Rives, Saint-Vallier |

| 13 octobre 2020 20h00 | Rapport | Lille (Pro B)                                      | 69–81 | Denain (Pro B) |  | Palais des sports Saint-Sauveur, Lille |
| 13 octobre 2020 20h00 | Rapport | Score par quart-temps : 14-23, 18-20, 22-18, 15-20 |       |                |  | Palais des sports Saint-Sauveur, Lille |

| 13 octobre 2020 20h00 | Rapport | Poitiers (Pro B)                                   | 63–86 | Blois (Pro B) |  | Salle Saint-Éloi, Poitiers |
| 13 octobre 2020 20h00 | Rapport | Score par quart-temps : 18-16, 11-29, 18-17, 16-24 |       |               |  | Salle Saint-Éloi, Poitiers |

| 13 octobre 2020 20h00 | Rapport | Les Sables d'Olonne (NM1)                        | 68–77 | Tours (NM1) |  | Salle Beauséjour, Les Sables d'Olonne |
| 13 octobre 2020 20h00 | Rapport | Score par quart-temps : 12-11, 25-29, 8-29, 23-8 |       |             |  | Salle Beauséjour, Les Sables d'Olonne |

| 13 octobre 2020 20h00 |  | Quimper (Pro B) | 0–0 | Nantes (Pro B) |  |  |

| 13 octobre 2020 20h00 | Rapport | Le Havre (NM1)                                     | 80–77 | Rouen (Pro B) |  | Salle Lucien-Nolent, Le Havre |
| 13 octobre 2020 20h00 | Rapport | Score par quart-temps : 16-23, 19-17, 16-11, 29-26 |       |               |  | Salle Lucien-Nolent, Le Havre |

| 13 octobre 2020 20h30 |  | Vitré (NM1) | 0–20 | Le Mans (Jeep Élite) |  |  |

| 14 octobre 2020 20h00 | Rapport | Angers (NM1)                                       | 68–90 | Orléans (Jeep Élite) |  | Salle Jean-Bouin, Angers |
| 14 octobre 2020 20h00 | Rapport | Score par quart-temps : 26-32, 19-19, 12-28, 11-11 |       |                      |  | Salle Jean-Bouin, Angers |

| 13 octobre 2020 20h30 | Rapport | Pont-de-Chéruy (NM1)                               | 72–79 | Vichy-Clermont (Pro B) |  | Salle Stéphane, Pont-de-Chéruy |
| 13 octobre 2020 20h30 | Rapport | Score par quart-temps : 18-19, 17-17, 24-24, 13-19 |       |                        |  | Salle Stéphane, Pont-de-Chéruy |

| 14 octobre 2020 20h00 | Rapport | Souffelweyersheim (Pro B)                                                | 79–81 | Gravelines-Dunkerque (Jeep Élite) | ap | Salle des Sept Arpents, Souffelweyersheim |
| 14 octobre 2020 20h00 | Rapport | Score par quart-temps : 17-17, 20-15, 15-13, 18-25 ; prolongation : 9-11 |       |                                   | ap | Salle des Sept Arpents, Souffelweyersheim |

| 11 novembre 2020 20h00 |  | Mulhouse (NM1) | 0–20 | Besançon (NM1) |  |  |

## Seizièmes de finale
Ce tour se dispute entre le 13  et le 21 novembre 2020. Le tirage de ce tour est annoncé le 23 octobre 2020 par la FFBB.
En raison du double forfait de Quimper et Nantes au tour précédent, Le Havre est exempt lors de ce tour.
Sur les 5 matchs entre équipes ne provenant pas de la même division, seule l'équipe de Blois parvient à renverser la hiérarchie en s'imposant de 2 points sur le parquet du Portel.
| 13 novembre 2020 17h00 | Rapport | Le Mans (Jeep Élite)                              | 110–54 | Tours (NM1) |  | Antarès, Le Mans |
| 13 novembre 2020 17h00 | Rapport | Score par quart-temps : 26-18, 35-7, 27-18, 22-11 |        |             |  | Antarès, Le Mans |

| 17 novembre 2020 19h00 | Rapport | Châlons-Reims (Jeep Élite)                         | 104–67 | Besançon (NM1) |  | Complexe René-Tys, Reims |
| 17 novembre 2020 19h00 | Rapport | Score par quart-temps : 30-16, 17-12, 29-22, 28-17 |        |                |  | Complexe René-Tys, Reims |

| 17 novembre 2020 20h00 | Rapport | Roanne (Jeep Élite)                               | 93–70 | Vichy-Clermont (Pro B) |  | Halle André-Vacheresse, Roanne |
| 17 novembre 2020 20h00 | Rapport | Score par quart-temps : 23-17, 23-24, 22-23, 25-6 |       |                        |  | Halle André-Vacheresse, Roanne |

| 20 novembre 2020 17h30 | Rapport | Le Portel (Jeep Élite)                             | 90–92 | Blois (Pro B) |  | Le Chaudron, Le Portel |
| 20 novembre 2020 17h30 | Rapport | Score par quart-temps : 23-22, 26-27, 17-22, 24-21 |       |               |  | Le Chaudron, Le Portel |

| 21 novembre 2020 18h00 | Rapport | Denain (Pro B)                                                           | 100–107 | Gravelines-Dunkerque (Jeep Élite) | ap | Salle Jean Degros, Denain |
| 21 novembre 2020 18h00 | Rapport | Score par quart-temps : 17-17, 25-19, 23-37, 27-19 ; prolongation : 8-15 |         |                                   | ap | Salle Jean Degros, Denain |

| Reporté 8 décembre 2020 20h00 | Rapport | Orléans (Jeep Élite)                               | 90–81 | Boulazac (Jeep Élite) |  | Palais des Sports, Orléans |
| Reporté 8 décembre 2020 20h00 | Rapport | Score par quart-temps : 23-23, 19-16, 25-20, 23-22 |       |                       |  | Palais des Sports, Orléans |

## Huitièmes de finale
Ce tour se dispute le 22 décembre 2020, et voit l'entrée en lice des 9 dernières équipes de Jeep Élite, exemptes jusqu'ici. Le tirage au sort a lieu le 27 novembre 2020. Seules deux équipes ne proviennent pas de l'Élite à ce stade de la compétition : Blois (Pro B) et Le Havre (NM1).
| 22 décembre 2020 |  | Boulogne-Levallois (Jeep Élite) | 76–59 | Blois (Pro B) |  |  |

| 10 janvier 2021 |  | Gravelines-Dunkerque (Jeep Élite) | 104–100 | Châlons-Reims (Jeep Élite) | ap |  |

| 9 janvier 2021 |  | Roanne (Jeep Élite) | 74–96 | Le Mans (Jeep Élite) |  |  |

| 9 janvier 2021 |  | Dijon (Jeep Élite) | 79–65 | Nanterre (Jeep Élite) |  |  |

| 10 janvier 2021 |  | Lyon-Villeurbanne (Jeep Élite) | 86–78 | Bourg-en-Bresse (Jeep Élite) |  |  |

| 8 janvier 2021 |  | Limoges (Jeep Élite) | 99–69 | Le Havre (NM1) |  |  |

| 9 janvier 2021 |  | Orléans (Jeep Élite) | 83–76 | Monaco (Jeep Élite) |  |  |

| 9 janvier 2021 |  | Cholet (Jeep Élite) | 78–82 | Strasbourg (Jeep Élite) |  |  |

## Quarts de finale
| 20 mars 2021 |  | Dijon (Jeep Élite) | 83–63 | Strasbourg (Jeep Élite) |  |  |

| 20 mars 2021 |  | Le Mans (Jeep Élite) | 78–84 | Orléans (Jeep Élite) |  |  |

| 21 mars 2021 |  | Limoges (Jeep Élite) | 72–65 | Gravelines-Dunkerque (Jeep Élite) |  |  |

| 20 mars 2021 |  | Lyon-Villeurbanne (Jeep Élite) | 74–73 | Boulogne-Levallois (Jeep Élite) |  |  |

## Demi-finales
| 6 avril 2021 |  | Dijon (Jeep Élite) | 107–74 | Orléans (Jeep Élite) |  |  |

| 15 avril 2021 |  | Lyon-Villeurbanne(Jeep Élite) | 84–82 | Limoges (Jeep Élite) |  |  |

## Finale
| 24 avril 2021 |                                                                                 | Lyon-Villeurbanne (Jeep Élite) | 77–61                                               | Dijon (Jeep Élite) |  | Accor Arena Affluence : huis clos | La chaîne L'Équipe |
| 24 avril 2021 | Score par quart-temps : 16-14, 25-17, 18-18, 18-12                              |                                |                                                     |                    |  | Accor Arena Affluence : huis clos | La chaîne L'Équipe |
| 24 avril 2021 | Thomas Heurtel (18) Moustapha Fall (11) Thomas Heurtel (6) MVP : Moustapha Fall | Points Rebonds Passes d.       | Axel Julien (16) Hans Vanwijn (6) Axel Julien (6) - |                    |  | Accor Arena Affluence : huis clos | La chaîne L'Équipe |

## Synthèse

### Localisation des clubs engagés
| [[Fichier:France location map-Regions and departements-2016.svg\|750px\|{{#if:\|{{{alt}}}\|Coupe de France de basket-ball 2020-2021 est dans la page France.]]Boulazac Chalon-sur-Saône Cholet Dijon Gravelines-Dunk. Le Mans Le Portel Limoges Monaco Orléans Pau-Lacq-Orthez Strasbourg Châlons-Reims Antibes Blois Denain Évreux Fos Provence Lille Nancy Nantes Poitiers Quimper Rouen Souffel. Saint-Quentin Vichy-Clermont Gries-Ober. Orchies Mulhouse Besançon Chartres Avignon-Le P. Kaysersberg Épinal Boulogne Toulouse Le Havre Dax-Gamarde Tours Tarbes-Lourdes Caen La Rochelle Lorient Angers Challans Bordeaux Vitré Les Sables Rennes Localisation des clubs engagés (hors Île-de-France et Rhône-Alpes) | [[Fichier:Paris and inner ring.svg\|300px\|{{#if:\|{{{alt}}}\|Coupe de France de basket-ball 2020-2021 est dans la page Paris et la petite couronne.]]Boulogne-L. Nanterre Paris Rueil Vanves Pôle France Localisation des clubs à Paris et sa petite couronne · [[Fichier:Rhône-Alpes region location map.svg\|300px\|{{#if:\|{{{alt}}}\|Coupe de France de basket-ball 2020-2021 est dans la page Rhône-Alpes.]]St-Vallier St-Chamond Andrézieux-B. Roanne Aix-Maurienne ASVEL Pont-de-C. Bourg Localisation des clubs de Rhône-Alpes \| Légende 64es de finale 32es de finale 16es de finale 8es de finale Quarts de finale Demi-finales Finaliste Vainqueur En gras : Encore en lice \| |
| Légende 64es de finale 32es de finale 16es de finale 8es de finale Quarts de finale Demi-finales Finaliste Vainqueur En gras : Encore en lice | |

### Bilan par divisions
| Division   | Engagés | Qualifiés en  | Qualifiés en  | Qualifiés en  | Qualifiés en | Qualifiés en    | Qualifiés en | Qualifiés en | Qualifiés en |
| Division   | Engagés | 64e de finale | 32e de finale | 16e de finale | 8e de finale | Quart de finale | Demi-finale  | Finale       | Vainqueur    |
| Jeep Élite | 18      | 8             | 7 (+1)        | 7             | 14 (+9)      | 8               | 4            | 2            | ASVEL        |
| Pro B      | 18      | 18            | 11            | 3             | 1            |                 |              |              |              |
| NM1        | 28      | 28            | 10            | 3             | 1            |                 |              |              |              |